# 4098 Thraen
4098 Thraen eller 1987 WQ1 är en asteroid i huvudbältet som upptäcktes den 26 november 1987 av den tyske astronomen Freimut Börngen vid Tautenburg-observatoriet. Den är uppkallad efter den tyske amatörastronomen Anton K. Thraen.
Asteroiden har en diameter på ungefär 13 kilometer och den tillhör asteroidgruppen Themis.